# Paul Bowman Popenoe

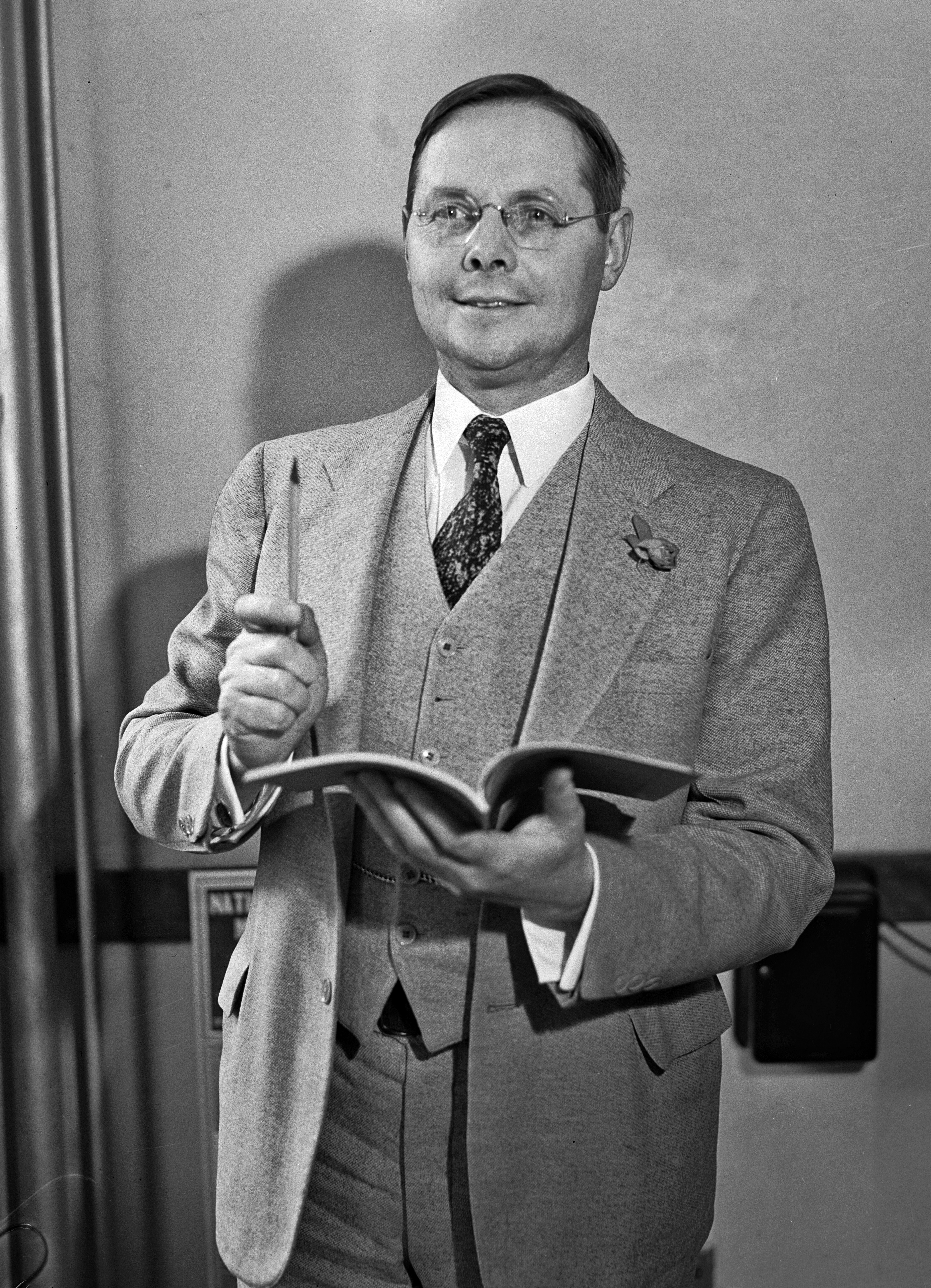
Paul B. Popenoe 1931

Paul Bowman Popenoe (* 16. Oktober 1888 in Topeka, Kansas; † 19. Juni 1979 in Miami, Florida) war ein US-amerikanischer Pflanzensammler, Eheberater und Eugeniker. Als Pionier der Eheberatung war er zeitweilig ein einflussreicher Befürworter der Zwangssterilisation psychisch kranker und geistig behinderter Menschen.

## Leben
Popenoe wurde 1888 in Topeka als Sohn von Marion Bowman Popenoe und Frederick Oliver Popenoe, einem Pionier der Avocadoproduktion, geboren. Im Teenageralter zog er mit seiner Familie nach Kalifornien. Dort besuchte er zwei Jahre lang das private Occidental College in Los Angeles und im Junior-Jahr die Stanford University mit Hauptfach Englisch und Zusatzkursen in Biologie. Nachdem er seine Ausbildung abgebrochen hatte, arbeitete er einige Jahre als Zeitungsredakteur. Zusammen mit seinem jüngeren Bruder Wilson, einem Gartenbauer, war er auch als Pflanzen- und Samensammler in Westasien und Nordafrika aktiv, um Pflanzen für die Baumschule seines Vaters zu sammeln. Die Reisen der Brüder wurden vom Landwirtschaftsministerium der Vereinigten Staaten maßgeblich unterstützt. 1913 veröffentlichte Popenoe sein erstes Buch Date Growing in the Old World and the New über die Dattelzucht. 1920 heiratete Popenoe in New York Betty Stankowitch. Die Ehe hatte bis zu Bettys Tod 1978 Bestand.

### Eugenik
Ab Mitte der 1910er Jahre begann Popenoe sich für die menschliche Fortpflanzung zu interessieren. Von 1913 bis 1917 war er Herausgeber des Journal of Heredity mit besonderem Augenmerk auf Eugenik und Sozialhygiene. 1918 verfasste er zusammen mit dem Soziologen Roswell Hill Johnson ein bekanntes Eugenik-Lehrbuch, in dem er seine Vorstellungen von einem eugenischen Programm vorstellte. Danach sollten „unnütze Existenzen“ (waste humanity) in abgelegenen ländlichen Einrichtungen untergebracht werden, wo sie durch körperliche Arbeit die Kosten für ihren Unterhalt verdienen sollten. Kinderarbeit sollte gesetzlich verboten werden, weil Popenoe überzeugt war, dass dadurch die Kinderzahl in den Familien zurückgehen würde, die er als „unnütz“ (unfit) für die Gesellschaft ansah. In einem Kapitel in Applied Eugenics erläuterte Popenoe ausführlich seine Überzeugung, dass schwarze Menschen rassisch unterlegen seien. Während des Ersten Weltkriegs gehörte Popenoe dem Offizierskorps der US Army und einer Kommission des Kriegsministeriums an, die beauftragt war, Alkoholgebrauch und Prostitution zu unterbinden und auf diesem Wege die Schwächung der US-Truppen durch die grassierenden sexuell übertragbaren Erkrankungen zu verhindern.
Seit Mitte der 1920er Jahre arbeitete Popenoe mit dem wohlhabenden kalifornischen Unternehmer und Kapitalgeber E.S. Gosney zusammen, der 1928 die Human Betterment Foundation zur Förderung eugenischer Maßnahmen gegründet hatte. Der Bundesstaat Kalifornien hatte bereits 1909 ein erstes Gesetz verabschiedet, das die Zwangssterilisation von psychisch kranken oder geistig behinderten Menschen in staatlichen psychiatrischen Kliniken erlaubte. Im Auftrag Gosneys untersuchte Popenoe die bis dahin in Kalifornien durchgeführten Sterilisationen, um daraus nationale Empfehlungen für Sterilisation und darüber hinaus abzuleiten. Über seine Untersuchungen veröffentlichte Popenoe mehrere Arbeiten, von denen das 1929 gemeinsam mit Gosney verfasste Sterilization for Human Betterment: A Summary of Results of 6,000 Operations in California, 1909-1929 am bekanntesten wurde. Das Werk verstand sich als eine objektive Studie über die vorgenommenen Eingriffe und kam – wenig überraschend – zum Schluss, dass konsequent durchgeführte Sterilisationsprogramme dem Nutzen aller Beteiligten einschließlich der sterilisierten Patienten dienten. 1929 wurde Popenoe von seiner früheren Schule, dem Occidental College die Ehrendoktorwürde (Sc.D.) verliehen. Seitdem bezeichnete er sich selbst als „Dr. Popenoe“.
In den 1930er Jahren war Popenoe Vorstandsmitglied der American Eugenics Society, zusammen mit dem Biologen Charles B. Davenport, dem Psychologen Henry H. Goddard, dem Rechtsanwalt Madison Grant, dem Pädagogen Harry H. Laughlin und E.S. Gosney. Bestürzt über die hohen Scheidungsraten der US-Gesellschaft, zog Popenoe den Schluss, dass unnütze („unfit“) Familien sich nichtehelich vermehrten, nützliche („fit“) Familien zur Vermehrung jedoch auf eine Ehe angewiesen seien.

### Ehe- und Familienberatung
Zeitweilig hatten Eugenik und Eheberatung für Popenoe den gleichen Stellenwert bei und er veröffentlichte zahlreiche Abhandlungen zu beiden Themengebieten. Als das Publikumsinteresse an Eugenik jedoch nachließ, konzentrierte er sich zunehmend auf Ehe- und Familienberatung und als nach dem Ende des Zweiten Weltkriegs die Umsetzung der nationalsozialistischen Rassenhygiene und die Euthanasieaktionen im Dritten Reich bekannt wurden, hatte sich Popenoe bereits einen Namen als Ehe- und Familienberater gemacht, der eindeutige eugenische Stellungnahmen weitgehend vermied. Sein mit finanzieller Unterstützung von Gosney bereits 1930 eröffnetes American Institute of Family Relations in Los Angeles entwickelte sich bis 1960 zum „weltweit größten und bekanntesten Eheberatungszentrum“ mit siebzig Mitarbeitern.
Popenoe wollte auf sein Publikum nicht zu akademisch wirken und zog es vor, volkstümlich aufzutreten. So trat er für mehr als ein Jahrzehnt regelmäßig in der Fernsehshow von Art Linkletter auf, hielt regelmäßig Vorträge und verfasste allgemeinverständliche Artikel für eine große Leserschaft. Über viele Jahre verfasste er eine von vielen US-Zeitungen übernommene wöchentliche Kolumne, in der er für Ehe und Familienleben eintrat [marriage promotion]. In einer Biographie aus dem Jahr 1960 wurden als Beratungsschwerpunkte seines American Institute of Family Relations die Paareinstellung zur Ehe, die Ehevorbereitung (einschließlich Sexualerziehung), moralisch Werte und moralisches Handeln und das gegenseitige Verständnis der Geschlechter genannt. Auf dem Höhepunkt seiner Bekanntheit verfasste er regelmäßig die populäre Kolumne Can This Marriage Be Saved? [Kann diese Ehe gerettet werden?] in der auflagenstarken Frauenzeitschrift Ladies' Home Journal und 1960 veröffentlichte er gemeinsam mit Dorothy Disney ein Buch mit demselben Titel. Die von ihm verfasste Einleitung zum Buch berichtete Popenoe, dass im American Institute of Family Relations unter seiner Leitung in den ersten 30 Jahren seines Bestehens mehr als 300 Berater ein intensives Training durchlaufen und mehr als 1500 andere Personen an Kursveranstaltungen teilgenommen hätten. Pro Jahr würden etwa 15.000 Beratungen durchgeführt, aus denen die Fallvorstellungen in der Kolumne und im Buch hervorgegangen seien. Über Jahrzehnte gab das Institut einen monatlichen bzw. zweimonatlichen Rundbrief unter dem Titel Family Life heraus. Da Geistliche in der Beratung bei Familienkrisen eine wichtige Rolle spielten, legte Popenoe zunehmend mehr Gewicht auf die Ausbildung dieser Personengruppe und 1978 richtete das American Institute of Family Relations ein eigenes Pastoral Psychotherapy Training Program ein, mit dem ein Master of Arts in pastoraler Psychotherapie erworben werden konnte.

### Verbindungen nach Deutschland
Das Vorbild für sein im Februar 1930 gegründetes American Institute of Family Relations waren für Popenoe die Eheberatungsstellen der Weimarer Republik. Seine Veröffentlichung über die kalifornischen Zwangssterilisationen wurde zeitnah ins Deutsche übersetzt und inspirierte deutsche Rassentheoretiker. In einer Veröffentlichung lobte Popenoe 1934 das 1933 von der NS-Regierung verabschiedete Gesetz zur Verhütung erbkranken Nachwuchses (GVeN). Im Lauf der 1930er Jahre entwickelte sich ein regelmäßiger Briefwechsel mit dem Rassen- und Zwillingsforscher und Eugeniker Otmar von Verschuer, der erst mit Kriegsbeginn abriss, von Verschuer 1946 aber wieder aufgenommen wurde. Dessen Bitte um Beschäftigung an seinem Institut schlug Popenoe allerdings ab. Der Briefkontakt zwischen beiden riss jedoch bis zu Verschuers Tod 1969 nicht ab. Popenoe veröffentlichte in von ihm herausgegebenen Zeitschriften auch kurze wohlwollende Besprechungen von Veröffentlichungen Verschuers und besuchte diesen auch in Münster. Zu keinem Zeitpunkt hat er sich jedoch mit dem Zwangscharakter der nationalsozialistischen Erbgesundheitspflege und der NS-Euthanasie öffentlich auseinandergesetzt.

## Nachwirkung
Popenoes Beharren auf traditionellen Familienwerten, wie z. B. der Keuschheit vor der Ehe, geriet seit den 1960er Jahren in Widerspruch zu den sich wandelnden gesellschaftlichen Werten und Bewegungen wie dem Feminismus und der sog. Sexuellen Revolution. Gleichzeitig trat in der Beratungsarbeit immer mehr die Selbstverwirklichung der Ratsuchenden statt der Bewahrung der Familie in den Vordergrund. Auf Grund dieser Entwicklung arbeitete Popenoe in seinen letzten Lebensjahren zunehmend mit konservativen religiösen Kreisen zusammenzuarbeiten, obwohl er selbst nicht gläubig war. So war z. B. einer seiner Assistenten der evangelikale Psychologe und Schriftsteller James Dobson, der 1977 die international tätige, evangelikale Organisation Focus on the Family ins Leben rief. Das American Institute of Family Relations erwies sich letztlich als stark an die Person Popenoes gebunden: es löste sich in den 1980er Jahren kurz nach seinem Tod auf. In den frühen 2000er Jahren schien Popenoes eher erzieherischer und direktiver Ansatz gegenüber dem wissenschaftlichen (medizinischen oder psychologischen) Ansatz der Ehe- und Familienberatung in den Vereinigten Staaten wieder an Bedeutung zu gewinnen.
Kurz vor seinem Tod vermachte Popenoe seine Aufzeichnungen der University of Wyoming in Laramie, wo die Paul Bowman Popenoe Papers im American Heritage Center archiviert sind. Das Archiv der Human Betterment Foundation befindet sich in einer Sammlung des California Institute of Technology in Pasadena, CA.
Im März 2019 veröffentlichte einer der Professoren des Occidental College eine Stellungnahme zur historischen Haltung des College zu Eugenik und Rassismus. Daraufhin forderte ein Großteil des Lehrkörpers die Schulleitung auf, Popenoe den 90 Jahre zuvor verliehenen Ehrentitel abzuerkennen. Am 26. April 2019 beschloss das Kuratorium des College daraufhin einstimmig, Popenoe den Titel eines Sc.D. ehrenhalber abzuerkennen.

## Veröffentlichungen

### Bücher
- Date Growing in the Old World and the New. West India Gardens, Altadena, CA 1913 (zuletzt aufgerufen am 25. April 2023)
- zusammen mit Roswell Hill Johnson: Applied Eugenics. Macmillan, New York, NY 1918 (zuletzt aufgerufen am 25. April 2023)
- The Conservation of The Family. Williams & Wilkins, Baltimore, MD 1923 (zuletzt aufgerufen am 25. April 2023)
- Modern Marriage. A Handbook. Macmillan, New York NY 1925
- Problems of Human Reproduction. Williams & Wilkins, Baltimore Maryland 1926
- The Child's Heredity. Williams & Wilkins, Baltimore MD 1929
  - Dt.Übersetzung: Des Kindes Erbschaft. Deutsche Verlags-Anstalt, Stuttgart 1930
- zusammen mit E.S. Gosney: Sterilization for Human Betterment: A Summary of Results of 6,000 Operations in California, 1909-1929. Macmillan, New York, NY 1929
  - Dt.Übersetzung: Sterilisierung zum Zwecke der Aufbesserung des Menschengeschlechtes. Marcus & Weber, Berlin-Köln 1930
- Practical applications of heredity. Baltimore, MD 1930
- Twenty-eight years of sterilization in California. Human Betterment Foundation, Pasadena, CA 1938
- Modern Marriage. The Macmillan Company, New York NY 1925 (zuletzt wiederaufgelegt 1940)
- Sex - Happiness or Tragedy? Samuel Newman Productions, California 1954
- Divorce--17 Ways to Avoid It. Trend Books, Inc. Los Angeles, CA 1959 (Trend Book No. 184)
- zusammen mit Evelyn Millis  Duvall & David R. Mace: The Church Looks at Family Life. Broadman Press, Nashville, TN 1964, S. 114–167

### Artikel
- The blind cave fish. Journal of Heredity 8 (1917), Nr. 10, S. 448–451
- Costa Rica, the Land of the Banana. The National Geographic Magazine 41 (1922), Nr. 2, S. 201–220
- Marriage rate among nurses. Eugenical News 12 (1927), Nr. 1, S. 8
- Back to Methuselah?. Scientific Monthly 25 (1927), S. 535–539
- Heredity and mental deficiency. Mental Hygiene 15 (1931), Nr. 3, S. 570–575
- The German Sterilization Law. Journal of Heredity 25 (1934), Nr. 7, S. 257–261 (zuletzt aufgerufen am 25. April 2023)